# Melasina recondita
Melasina recondita är en fjärilsart som beskrevs av John Hartley Durrant 1916. Melasina recondita ingår i släktet Melasina och familjen säckspinnare. Inga underarter finns listade i Catalogue of Life.